# Chaerephon tomensis
Chaerephon tomensis é uma espécie de morcego da família Molossidae. Endêmica da ilha de São Tomé, onde foi registrada em apenas duas localidades: Praia das Conchas (3 km NW de Guadalupe) e Agua Izé.